# Ira J. Condit
Ira Judson Condit (1883-1981) fue un horticultor estadounidense quién estudió las frutas subtropicales, incluyendo higos, olivas, y aguacates.

## Primeros años y estudios
Ira J. Condit nació el 18 de noviembre de 1883, en Jersey (Ohio), se graduó en el “Granville High School” en 1900. Fue a la Ohio State University, donde consiguió su B.S. en 1905. Después de más de una década trabajando en varios trabajos relacionados con la horticultura, regresó a la universidad, consiguiendo un M.S. de la University of California (1928) y un Ph.D. de la Stanford University (1932).

## Carrera
Después de terminar los estudios en la universidad, Condit pasó un año en Washington D. C., el la “Division of Entomology” del U.S. Department of Agriculture. Entre 1907 y 1912, fue un instructor en horticultura en California Polytechnic School, San Luis Obispo. Mientras ejercía de profesor en la politécnica, conoció a Caroline Callender, y se casó con ella en junio de 1912.
En 1913, se trasladó a Berkeley, California, donde trabajó en el  'College of Natural Resources (CNR) como un profesor adjunto en citricultura. Comenzó a estudiar sobre la fruta subtropical, publicando informes de investigación sobre el cultivo de la aguacate (1915), algarrobo (1919), el caqui oriental (1919), y loquat (1915). Mantuvo un registro de cultivares de aguacate en la finca, y estos esfuerzos, junto con su informe sobre el aguacate, fueron fundamentales para ayudar a establecer la industria del aguacate de California, de gran importancia económica. Durante muchos años también investigó los problemas que surgieron en el cultivo del olivo en California.

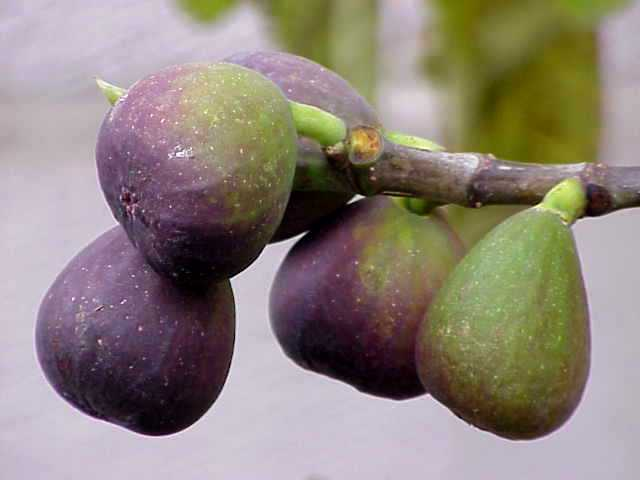
El higo común fue uno de los más importantes temas de investigación de Ira Condit.

Condit es bien conocido hoy en día por su trabajo en el gran género Ficus, en el que se incluye  higo común. Escribió informes sobre el Cabrahigos (los llamados higos no comestibles), el higo Kadota, y el cultivo del higo en general. Después de la Primera Guerra Mundial, Condit ejerció un trabajo como horticultor para el proyectado J.C. Forkner Fig Gardens, una combinación de rancho de cultivo de higueras y proyecto de desarrollo inmobiliario en Fresno, California, que fracasó en la Gran Depresión. Luego trabajó durante cuatro años como horticultor en el « California Peach and Fig Growers Association » (Asociación de cultivadores de melocotón e higos de California). En 1923, esta asociación lo mandó a Europa para aprender del funcionamiento de las industrias productoras de higos de Argelia, Italia, Grecia, Turquía, Francia, España y Portugal.
En 1935, Condit se unió al equipo de trabajo de la University of California Citrus Experiment Station en Riverside como profesor asociado y Horticultor Subtropical Asociado. Permaneció allí durante muchos años estudiando la morfología de la flor del higo, la nomenclatura de los higos y la adaptación climática, y el cultivo de los higos, y escribió estudios citológicos de más de 30 especies de Ficus. Entre los que estudió estaban Ficus carica (el higo comestible), F. benjamina (higo ornamental) y F. elastica (planta de caucho). En 1947 publicó The Fig, su completa monografía sobre el tema.
Entre 1934-35, Condit fue profesor invitado en la Universidad Lingnan en Cantón (China), y también visitó Filipinas, Formosa, Japón, y Hawái. Desempeñó la función como editor de la sección de Pomología Subtropical y Tropical de Biological Abstracts, fue miembro de la American Association for the Advancement of Science, la American Society of Horticultural Science, y la California Botanical Society.
Condit se retiró de la UC Riverside en 1951 y murió en Santa Bárbara (California) en 1981 a la edad de 97 años. Una colección de sus papeles se encuentra recopilada por el “Riverside Public Library”.

## Publicaciones seleccionadas
- Ficus: The Exotic Species. University of California, Division of Agricultural Sciences, 1969.
- Fig-Varieties. University of California, 1955.
- The Fig. Chronica Botanica Co., 1947.
- Caprifigs and Caprification. University of California Press, 1922.
- The Loquat. University of California Press, 1915.